# Doce Fugitiva
Doce Fugitiva é a adaptação da novela argentina Kachorra. Estreou em Outubro de 2006 e terminou a sua exibição no dia 16 de setembro de 2007. Foi a resposta direta do canal de Queluz para combater o fenómeno Floribella da SIC, Doce Fugitiva conseguiu grande sucesso e liderar inúmeras vezes. Substitui Fala-me de Amor  e foi substituído por Deixa-me Amar. 
A telenovela foi reposta na TVI entre 4 de Fevereiro de 2013 e 13 de Junho de 2014, ao final da tarde. Nunca foi reposta na TVI Ficção.
Foi Protagonizada por Rita Pereira, Rodrigo Menezes, Maria João Luís e Manuel Cavaco.

## Sinopse
Maria Estrela Santos (Rita Pereira), conhecida por Estrelinha, tem 22 anos e trabalha no café do pai, ao mesmo tempo que faz voluntariado num lar de acolhimento para crianças em situação de risco. A mãe saiu de casa quando ela tinha 4 anos e foi criada, juntamente com o seu irmão Amadeu Santos (Gonçalo Neto), por Francisco Santos (Manuel Cavaco), o pai, que se desdobrou entre os trabalhos domésticos e o café que continua a ser o sustento da família. Maria Estrela vê na Irmã Benedita (Luísa Cruz) a figura da irmã mais velha, da conselheira, que nunca teve na mãe. Maria Estrela conheceu Miguel Borges (Rúben Gomes), um mecânico que tem uma oficina de transformação de motos, no lar de acolhimento onde os dois faziam voluntariado. Quase de um dia para o outro apaixonaram-se e começaram a namorar. Miguel perdeu os pais em criança e foi entregue aos cuidados de uma instituição de solidariedade social e agora que é adulto, sente que é sua obrigação contribuir para a felicidade de outras crianças que passaram pelos mesmos problemas familiares.
A história começa no momento em que Maria Estrela é presente ao juiz acusada de homicídio. Mas, quando está a ser transferida para a penitenciária onde vai aguardar o julgamento em prisão preventiva, o carro da polícia sofre um violento acidente com um táxi que vinha em sentido contrário. Maria Estrela aproveita esta oportunidade para tomar a identidade da passageira que seguia no táxi e pôs-se em fuga. O que Maria Estrela não esperava é que Maria dos Anjos Sampaio (Maria Frade) fosse uma noviça acabada de sair de um convento. E quando toca o telemóvel da noviça, Maria Estrela fica a saber que está atrasada para um encontro com Leonardo de Noronha (Rodrigo Menezes), o dono de uma conhecida fábrica de chocolates que se encontra à beira da falência, e que Maria dos Anjos é uma conhecida mestre em doçaria conventual e chocolates que vai a pedido de um bispo amigo da família tentar salvar a fábrica da ruína com as suas receitas secretas de chocolates. Chegada a casa dos Noronha, Maria Estrela é apresentada a Leonardo, que tomou o lugar de patriarca depois da morte prematura dos pais num acidente de viação, e ficou desde muito cedo responsável pela educação dos dois irmãos mais novos António de Noronha (Bernardo Henriques) e Mafalda de Noronha (Mariana Monteiro), com quem Maria Estrela vai viver inúmeras aventuras. Mas Maria Estrela também vai ficar a conhecer alguns inimigos como a tia Natália de Noronha (Maria João Luís), que estranha os modos irreverentes e pouco católicos da rapariga e vai decretar-lhe guerra na tentativa de a expulsar de casa. Quem também não vai com a cara da rapariga, nem com os seus modos, é Júlia Bello (Inês Castel-Branco), a namorada de Leonardo. O risco de ser descoberta é constante, pelo que Estrela tem de engendrar inúmeros planos para conseguir manter-se em liberdade e assim provar que está inocente do crime de que é acusada, ao mesmo tempo que vai ajudando todos os que se cruzam no seu caminho a serem felizes.

## Elenco
- Rita Pereira - Maria Estrela (Estrelinha) Santos / Irmã Maria dos Anjos Sampaio / Matimba (Protagonista)
- Rodrigo Menezes (†) - Leonardo de Noronha (Protagonista)
- Maria João Luís - Natália de Noronha (Antagonista)
- Manuel Cavaco - Francisco Santos (Protagonista)
- Inês Castel-Branco - Júlia Bello (Antagonista)
- Luísa Cruz - Irmã Benedita
- Estrela Novais - Glória Pereira
- Paulo Oom - Américo Rodrigues
- Rúben Gomes - Miguel Borges Medina (Co-Antagonista)
- Rosa do Canto - Helena Silva
- Alexandre de Sousa - Aníbal Medina
- José Eduardo - Eduardo Carrilho
- Elsa Valentim - Victória (Vicky) Miranda
- Jorge Silva - Rodrigo Miranda
- Paulo Filipe - Morais
- Manuel Melo - Quaresma
- Afonso Vilela - Urbano
- Oceana Basílio - Ângela Santos
- Maria João Pinho - Verónica Medeiros
- Vítor Fonseca - Lucas
- Mariana Monteiro - Mafalda de Noronha
- Sabri Lucas - Daniel
- Cristina Areia - Silvana Dias
- Philippe Leroux - Pedro Valente
- Rita Ruaz - Dulce
- Helena Costa - Patrícia Martins
- Tobias Monteiro - Gaspar
- Gonçalo Neto - Amadeu Santos
- Sofia Arruda - Joana
- Bernardo Henriques - António de Noronha
- Tiago Fernandes - José António (Zé Tó) Barros
- Paulo Pinto - Gustavo (Gugu) Pimenta de Almeida
- Margarida Pinto Correia - Dra. Elisa

Participação Especial
- Lurdes Norberto - Eugénia Pimenta de Almeida
- Anabela Teixeira - Carina Matos Lima
- Sofia Duarte Silva - Isabel Pimenta de Almeida

- Manuela Maria no papel de Odete da Conceição

Elenco Infantil
- Beatriz Figueira- Belinha
- Sandra Silva - Rita Oliveira

Elenco adicional
- Adérito Lopes - Acácio
- Ana Mouchet de Castro - Baba
- Andreia Menezes - Grupo Hip-Hop MG-Boss
- Angélico Vieira (†)
- Ângelo Rodrigues - Frederico (Fred)
- António Cordeiro - Cliente do "Bar Estrela"
- António Marques - Viegas
- Carla Vasconcelos - Olga
- Carlos Lacerda - Bispo
- Daniel Pinto - Luís
- Daniela Nobre - Nono
- Daniela Serpa - Grupo Hip-Hop MG-Boos
- David Almeida - Adão
- Eugénio Almeida - Eugénio
- Fernanda Borsatti (†) - Directora
- Fernanda Lapa - Madre Luzia
- Filipa Oliveira - Margarida
- Inês Rei - Lucia ‘’Lucy’’
- Isabel Ribeiro de Almeida - Ervilha
- Joana Batista - Grupo Hip-Hop MG-Boss
- Joana Khalil - Juca
- João Brás - Taxista
- João Perry - Juiz
- Jorge Gonçalves - Garcia
- José Boavida (†) - Jorge Torres
- José Neves - Delegado do MP
- Juan Soutullo - Nélson
- Leonor Alcácer - Clotilde
- Lídia Dias - Pipa
- Lucinda Loureiro - Manuela Torres
- Luís Taborda - Nicholas
- Luísa Castel-Branco - Mãe de Júlia Bello
- Luzia Paramés - Marta
- Manuel Coelho - Matos Lima
- Manuel Wiborg - Inácio Barros
- Maria Frade - Maria dos Anjos Sampaio
- Marques D'Arede - Pai da Júlia Bello
- Mateus Ochôa - Mateus
- Miguel Monteiro - Migas
- Mónica Fernandes - Grupo Hip-Hop MG-Boss
- Mouzinho Larguinho - Taxista que leva a Irmã Maria dos Anjos (1º episódio)
- Nuno Porfírio - Repórter (1º episódio)
- Rita Frazão
- Ruben Silva - Figo
- Sérgio Grilo (†) - César Duarte
- Telma Guerreiro - Teté
- Yolanda Noivo - Ivone Santos

## Banda Sonora
1. Doce Fugitiva - Rita Pereira
2. Feliz eu Canto - Rita Pereira & Vox Laci
3. Deixa-me lá ficar - Susana Félix
4. O teu futuro - Paula Teixeira
5. Assim ao pé de ti - Rita Pereira
6. Finges ser - Filipe Gonçalves
7. Só de nós os dois - Pedro Camilo
8. Hora de sonhar - Luísa Cruz & Vítor Fonseca
9. Recheio de Sonhos - Rita Pereira, Vítor Fonseca e Vox Laci
10. Dá o teu melhor - Vox Laci
11. Nada Muda - Inês Santos
12. Escolher Viver - Os Anjos
13. Estou Aqui - Rita Pereira & Vox Laci
14. A vida é bela - Luiz e a Lata
15. Os sonhos não têm fim - Ménito Ramos
16. Nunca me esqueci - Bel Viana
17. Tem dias - Carlos Bruno
18. O Beijo do Sol - Paula Teixeira
19. O Gesto que é meu - Pedro Khima
20. Conseguir! (Vence sorrir) - Rita Pereira e Vox Laci

e:
1. Há Tanto para aprender - Adelaide Ferreira
2. Hoje posso tudo - Bel Viana
3. Tentar ver-te o luar - Pedro Miguéis
4. Me Myself And I - Maria João Luís
5. Namorada - Angélico Vieira

## Audiência
Estreou com 18.4% de rating e 42.5% de share, e acabou com 18.9% de rating. Teve média final de 12.7% de rating e 35% de share.

## Curiosidades
- É até hoje a telenovela da TVI que mais fez sucesso com os jovens. É ainda lembrada como uma das melhores novelas de sempre na TVI, tendo já bastantes fãs pedindo uma reexibição.
- Foi o primeiro papel de Rita Pereira como protagonista.
- A novela foi consideravelmente infantilizada face à versão original, a fábrica de chocolates originalmente era de massas, e a protagonista não fingia ser uma freira embora o orfanato católico existisse na versão original.